# Bigastro
Bigastro è un comune spagnolo di circa 6 500 abitanti situato nella comunità autonoma Valenciana.

## Amministrazione

### Gemellaggi
- Cisano sul Neva